# Монтеспан (печера)
Монтеспан (фр. Grotte de Montespan) — важкодоступна печера коридорного типу у Франції (департамент Верхня Гаронна). Була відома з часів середньовіччя. Її дослідження було розпочате Норбером Кастере в 1922 році. У печері знайдена виліплена з глини фігура ведмедя без голови (її замінював череп ведмедя, знайдений поблизу від фігури). Цей макет («монтеспанський ведмідь») орієнтовно датується 35-30 тис. до н. е. (колишнє датування часом мадлена визнане необґрунтованим). На фігурі ведмедя виявлені сліди ударів. На глинистій підлозі печери збереглися сліди ніг літніх людей і підлітків 13-14 років, що жили в епоху палеоліту. Передбачається, що печера була місцем проведення обрядів ініціації. У тій же галереї печери збереглися фрагменти глиняних фігур інших тварин. На стінах печери було виявлено вигравіювані зображення бізонів і коней.